# Alessandro Marzo Magno
Alessandro Marzo Magno (Venezia, settembre 1962) è un giornalista e scrittore italiano.

## Gli inizi come giornalista
Dopo la laurea in storia conseguita all'Università Ca' Foscari di Venezia, iniziò a lavorare come redattore per la rivista Diario, come responsabile degli esteri. Durante questo periodo, per circa 10 anni, viaggiò principalmente nei Balcani seguendo le vicende belliche in Jugoslavia.
Successivamente ha collaborato con Linkiesta, con Focus Storia e alla sezione "Food" de Il Sole 24 Ore. Attualmente collabora con le pagine culturali del Gazzettino ed è direttore del semestrale Ligabue Magazine.

## Attività di scrittore
Autore di 16 libri, ha curato altri volumi di saggi. Ha iniziato a scrivere come saggista storico sfruttando la propria lunga esperienza come corrispondente di guerra durante i conflitti nella ex-Jugoslavia degli anni Novanta per Il Giornale e poi La Voce, sotto la direzione di Indro Montanelli. Il suo libro "L'alba dei libri. Quando Venezia ha fatto leggere il mondo" è stato tradotto in inglese, cinese, giapponese, coreano e spagnolo; il successivo "'L'invenzione dei soldi. Quando la finanza parlava italiano" in coreano e in turco.
Nel 2015 arriva in finale al Premio Bancarella della Cucina con il libro "Il genio del gusto. Come il mangiare italiano ha conquistato il mondo", edito da Garzanti, classificandosi in seconda posizione. Nel 2019 ha vinto la sezione “La cucina della memoria” del premio "Iolanda" con il libro "Il ricettario di casa Svevo”, edito da La nave di Teseo, con introduzione di Susanna Tamaro.

## Altre attività
Negli anni 2014 e 2015 ha insegnato presso l'Università Statale di Milano tenendo un laboratorio semestrale di storia del cibo. Ha partecipa alla trasmissione televisiva Unomattina Estate, dove teneva la rubrica "Grand Tour". Ha partecipato a Unomattina, con una rubrica assieme ad Antonia Varini, e a Geo & Geo dove collaborava sul tema della storia del cibo.

## Opere
- Il leone di Lissa, Prefazione di Paolo Rumiz, Milano, Il Saggiatore, 2003-2016, ISBN 978-88-428-1125-1.
- Venezia degli amanti. L'epopea dell'amore in 11 celebri storie veneziane, Milano, Marco Tropea Editore, 2010, ISBN 978-88-558-0102-7.
- Piave. Cronache di un fiume sacro, Collana La Cultura n.690, Milano, Il Saggiatore, 2010-2018, ISBN 978-88-428-1627-0.
- La carrozza di Venezia. Storia della gondola, Mare di carta, 2011, ISBN 978-88-875-0512-2.
- Atene 1687. Venezia, i turchi e la distruzione del Partenone, Milano, Il Saggiatore, 2011, ISBN 978-88-4281-720-8.
- L'alba dei libri. Quando Venezia ha fatto leggere il mondo, Milano, Garzanti, 2012, ISBN 978-88-1168-252-3.
- (EN) Bound in Venice, New York, Europa Editions, 2013, ISBN 978-1609-451-394.
- L'invenzione dei soldi. Quando la finanza parlava italiano, Milano, Garzanti, 2014, ISBN 978-88-1168-713-9.
- Il genio del gusto. Come il mangiare italiano ha conquistato il mondo, Milano, Garzanti, 2015, ISBN 978-88-1168-293-6.
- Serenissime. Le donne illustri di Venezia dal Medioevo a oggi, Pordenone, Edizioni Biblioteca dell'Immagine, 2016, ISBN 978-88-639-1240-1.
- Con stile. Come l'Italia ha vestito (e svestito) il mondo, Milano, Garzanti, 2016, ISBN 978-88-1168-845-7.
- Missione grande bellezza. Gli eroi e le eroine che salvarono i capolavori italiani saccheggiati da Napoleone e da Hitler, Milano, Garzanti, 2017, ISBN 978-88-1168-932-4.
- Sacile visitata e raccontata, Pordenone, Edizioni Biblioteca dell'Immagine, 2017, ISBN 978-88-639-1244-9.
- Le ville venete, illustrazioni di Pierfranco Fabris, Pordenone, Edizioni Biblioteca dell'Immagine, 2018, ISBN 978-88-639-1279-1.
- Le ville friulane, istriane e dalmate, illustrazioni di Pierfranco Fabris, Pordenone, Edizioni Biblioteca dell'Immagine, 2018, ISBN 978-88-639-1281-4.
- La splendida. Venezia 1499-1509, Roma-Bari, Laterza, 2019, ISBN 978-88-581-3548-8.
- L'inventore di libri. Aldo Manuzio, Venezia e il suo tempo, Roma-Bari, Laterza, 2020, ISBN 978-88-581-4363-6.
- Casanova a Trieste e Gorizia (1772-1773), Collana Città illustrate, Pordenone, Biblioteca dell'immagine, 2021, ISBN 978-88-639-1337-8.
- Casanova, Collana I Robinson. Letture, Roma-Bari, Laterza, 2023, ISBN 978-88-581-5112-9.

### Curatele
- La guerra dei dieci anni. Jugoslavia 1991-2001: i fatti, i personaggi, le ragioni dei conflitti, Milano, Il Saggiatore, 2001. - ed. riveduta, Il Saggiatore, 2005; prefazione di Adriano Sofri, NET, 2006; con una postfazione di Barbara Gruden, Il Saggiatore Tascabili, 2011; ed. aumentata, Il Saggiatore, 2015.
- Rapidi e invisibili. Storie di sommergibili, Milano, Il Saggiatore, 2007, ISBN 978-88-428-1348-4.
- Romba il motore. Storie di aviatori, Milano, Il Saggiatore, 2009, ISBN 978-88-428-1532-7.
- 150 anni di storia del cemento in Italia. Le opere, gli uomini, le imprese, con T. Iori, Gangemi, 2012, ISBN 978-88-492-2229-6.
- Carlo Castellaneta, Storia di Milano dalle origini ai giorni nostri, Pordenone, Edizioni Biblioteca dell'Immagine, 2017, ISBN 978-88-639-1267-8.
- Il ricettario di casa Svevo, Milano, La nave di Teseo, 2018, ISBN 978-88-934-4716-4.